# Simone Graeff-Hönninger
Simone Graeff-Hönninger (* 1974 als Simone Graeff) ist eine deutsche Pflanzenbauwissenschaftlerin und Hochschullehrerin an der Universität Hohenheim.

## Leben und Wirken
Graeff-Hönninger studierte ab dem Wintersemester 1993/94 Agrarbiologie an der Universität Hohenheim und erwarb dort 1998 mit der Diplomarbeit Einfluss verschiedener N-Dünger auf das vegetative Wachstum von Vicia faba L. und Zea mays L. auf zwei verschiedenen Böden ihren Abschluss als Diplomagrarbiologin. Anschließend arbeitete sie als Feldversuchstechnikerin in der einem privatwirtschaftlichen Unternehmen in Herrentierbach, bevor sie sich ab Dezember 1999 als Stipendiatin der Hessischen Förderung von Nachwuchswissenschaftlern wieder ihrer akademischen Laufbahn widmete. Im November 2000 wurde sie von der Universität Gießen magna cum laude mit der Schrift Früherkennung von Ernährungsstörungen bei Zea mays L. mittels Blatt-Reflexionsmessungen zur Dr. agr. promoviert. Anschließend kehrte sie als wissenschaftliche Assistentin am Institut für Kulturpflanzenwissenschaften an ihre Alma Mater zurück. Im Winter 2005 folgte ein kurzzeitiger Aufenthalt als Gastwissenschaftlerin an der Mississippi State University. Nach ihrer Rückkehr nach Stuttgart schloss sie im Mai 2006 ihre Habilitation ab und erhielt die Venia legendi für Pflanzenbau und Modellierung.
Ab Januar 2007 war Graeff-Hönninger als Akademische Rätin am Institut für Kulturpflanzenwissenschaften der Universität Hohenheim tätig. Im Dezember 2008 wurde sie dort zur außerplanmäßigen Professorin ernannt und vertrat im folgenden Sommersemester 2009 den Lehrstuhl für Nachwachsende Rohstoffe und Bioenergie. Im März 2015 wurde sie an der Universität Hohenheim zur Akademischen Oberrätin ernannt und leitete fortan die Arbeitsgruppe „Anbausysteme und Modellierung“. 2017 lehnte sie einen Ruf der Universität Göttingen ab. Seit Oktober 2022 hat sie den ordentlichen Lehrstuhl für Pflanzenbau an der Universität Hohenheim inne.
Graeff-Hönninger ist verheiratet und Mutter zweier Kinder.

## Forschungsschwerpunkte
Graeff-Hönningers Forschungsschwerpunkte liegen vor allem im Bereich der Entwicklung pflanzenbaulicher Anbausysteme und der Bioökonomie. Dabei spielen insbesondere die Digitalisierung der Landwirtschaft eine bedeutsame Rolle in ihrer Forschung. Vor allem die Pflanzen Medizinalcannabis, Buchweizen und Kichererbse sind Gegenstand ihrer Forschung. Im Bereich Hanf forscht sie zu Einsatzmöglichkeiten als Fleischersatz. Auf Google Scholar hat sie einen h-Index von 34.

## Publikationen (Auswahl)
- mit Charlotte Helzle: Entwicklung und Integration eines kamerabasierten Multi-spektral-Sensorsystems zur simultanen Erkennung, Quantifizierung und Differenzierung von Stickstoffmangelerscheinungen, Wassermangel sowie Blattkrankheiten in Winterweizen einschließlich der modell-basierten Ableitung pflanzenbaulicher Düngestrategien in Echtzeit. Deutsche Bundesstiftung Umwelt, Osnabrück 2020.